# Sociolinguistique du catalan
 (novembre 2015).
Si vous disposez d'ouvrages ou d'articles de référence ou si vous connaissez des sites web de qualité traitant du thème abordé ici, merci de compléter l'article en donnant les références utiles à sa vérifiabilité et en les liant à la section « Notes et références ».
La sociolinguistique du catalan étudie la situation du catalan dans le monde et les différentes variétés que présente cette langue. C'est une subdiscipline de la philologie catalane et d'autres études proches et elle a comme objectif d'analyser la relation entre la langue catalane, ses parlants et la réalité proche (en y comprenant d'autres langues en contact).

## Thèmes préférentiels d'étude
- Dialectes du catalan ;
- Variations du catalan par catégorie, genre, profession, âge et niveau d'études ;
- Processus de standardisation linguistique ;
- Relations entre le catalan et l'espagnol ou le français ;
- Aperçu des catalanophones et non catalanophones sur la langue ;
- Présence du catalan dans plusieurs domaines: étiquetage, fonction publique, média, secteurs professionnels.